# オノメシン
オノメシンは、日本の成年向け雑誌で活動する漫画家。現在は主にコアマガジン系列の漫画雑誌で作品を掲載している。作風としては、登場するヒロインが皆、手のひらに余るほどの爆乳であること、作中に必ずパイズリプレイが含まれていることなどが挙げられる。また近年は掲載誌の方針上、純愛作品を発表する頻度が高い。アシスタントのミケが主宰する同人サークル「フリークス」にも参加している。初期のペンネームはひらがなで「おのめしん」表記。

## 商業作品リスト

### 単行本『おっぱいパーティー』
2008年5月19日発行（発行元/コアマガジン）
※カッコ内は初出の雑誌
- 『パイズリパーティー』（書下ろし）
- 『ビーチシスター』（コミックメガストアH 2008年2月号）
- 『なりきりメイドスケッチ』（コミックメガストアH 2007年10月号）
- 『ツンドレ委員長』（コミックメガストアH 2007年8月号）
- 『ママ・カウンセリング』（コミックメガストアH 2007年3月号）
- 『悪魔少女マリア★ショコラ』（コミックメガストアH 2007年1月号）
- 『おねコン』（コミックメガストアH 2006年11月号）
- 『ホントノアタシ 前編』（ペンギンクラブ山賊版 2006年3月号）
- 『ホントノアタシ 後編』（ペンギンクラブ山賊版 2006年5月号）
- 『ウォーターガール』（ペンギンクラブ山賊版 2005年10月号）
- 『うさぎ男の恐怖』（ペンギンクラブ山賊版 2005年7月号）
- 『ドギマギ☆メイド喫茶』（ペンギンクラブ山賊版 2005年5月号）
- 『アカるい家族の計画』（ペンギンクラブ山賊版 2005年3月号）

### 単行本未収録作品
- 『オネぱいティーチャー』（ペンギンクラブ山賊版 2005年1月号）
- 『爆乳騎士シオン』（二次元ドリームマガジンVol.22 2005年6月/アンソロ『闘姫陵辱Vol.7』に再収録）
- 『シスターナース』（ペンギンクラブ山賊版 2005年12月号）
- 『極姉生徒会』（コミックメガストアH 2006年7月号）
- 『悪魔召姦☆魔女っ娘リディア』（コミックアンリアルVol.6 2007年4月）

## その他（成年向け）

### アダルトゲーム
ダウンロード版とパッケージ版双方がある場合、先行の発売日を表記
特に表記がない場合は全キャラの原画・キャラデザを担当しています。
- 『ジュエルナイツ・クルセイダーズ』（原画・キャラクターデザイン）（発売元:ゼロクール 2003年4月11日発売）
- 『機甲少女隊ガールズフォース』（原画・キャラクターデザイン）（発売元:ゼロクール 2004年2月27日発売）
- 『ちちうち』（原画・キャラクターデザイン（修羅麻子））（発売元:CD-BROS 2004年8月6日発売）
- 『桜待坂Stories vol.2 せんせいがおしえてあげる』（原画・キャラクターデザイン（リオン））（発売元:ivory 2005年6月24日発売）
- 『ナースコールファック ～白濁の淫乱天使～』（原画・キャラクターデザイン）（発売元:アンダーリップ 2005年7月15日発売）
- 『ドーターファッカー ～パパはご主人様～』（原画・キャラクターデザイン）（発売元:アンダーリップ 2005年8月26日発売）
- 『揺れる巨乳恥女列車 ～痴漢されたい女達～』（原画・キャラクターデザイン）（発売元:アンダーリップ 2005年9月23日発売）
- 『愛玩委員長 ～同級生は肉奴隷～』（原画・キャラクターデザイン）（発売元:アンダーリップ 2005年10月21日発売）
- 『ご奉仕爆乳ウェイトレス ～淫らなサービス～』（原画・キャラクターデザイン）（発売元:アンダーリップ 2005年12月9日発売）